# 王汶石
王汶石（1921年10月21日—1999年6月5日），原名王礼曾，男，山西万荣人，中国作家，陕西省文学艺术界联合会原副主席。